# Сокольская, Юзефина Юзефовна
Сокольская, Юзефина Юзефовна (род. 1945) — концертмейстер, педагог, профессор, заведующая кафедрой концертмейстерства (с 1993 по 2021), народная артистка Республики Татарстан (1995).

## Биография
Сокольская Юзефина Юзефовна родилась в 1945 году. В 1964 году успешно окончила Казанскуюгосударственную консерваторию.
Талантливый музыкант, концертмейстер преподаёт в Казанской консерватории с 1976 года. С 1993 года по настоящее время  успешно руководит кафедрой концертмейстерства Казанской консерватории.
Так же являлась ведущим концертмейстером Татарского Академического Государственного театра оперы и балета им. М. Джалиля.
Обладает обширным репертуаром, включающим сочинения  композиторов различных стилей и эпох.

## Участие на различных конкурсах
Ю. Ю. Сокольская  принимает активное участие в концертах, фестивалях и конкурсах различного уровня.
- Дипломант Всесоюзного конкурса исполнителей на медных духовых инструментах (Таллинн, 1980)
- Всероссийского конкурса виолончелистов (Казань, 1981)
- Всероссийского конкурса исполнителей на деревянно-духовых инструментах (Ленинград, 1983)
- Всероссийского конкурса исполнителей на медных духовых инструментах Ленинград, 1988)
- Международных конкурсов вокалистов им. Ф. Шаляпина (Казань, 1989, 1991, 1993)
- Международного конкурса исполнителей на народных инструментах им. В. Андреева (Тверь, 1993)
- Международного конкурса им. М. Глинки (Казань, 1999).[3]